# Orientação educacional
Orientação educacional é uma especialidade da educação, pós-graduação "lato sensu", de qualquer graduação mais comum em pedagogia e psicologia, que pode ser obtida por meio de cursos de habilitação, incorporada ou não à licenciatura ou por meio de especialização. O orientador educacional atua junto ao corpo discente das instituições de ensino, acompanhando as atividades escolares, bem como o desempenho do estudante em termos de rendimento pedagógico e comportamento psicológico.
A orientação educacional, de acordo com Bicudo (1978), tem como objetivo analisar as circunstâncias em que se dá o processo educativo, bem como julgar sua relevância, procurar refletir sobre tais questões a partir do ponto de vista de todos que englobam esse ambiente educacional e, de alguma forma, unificar os interesses de todos dentro desse ambiente comum. O orientador educacional representaria, então, uma ponte entre a discência, a docência e a gestão no ambiente escolar. Ele estaria presente para guiar o estudante, que é um ser complexo, com conteúdo cultural, na sua jornada escolar, e, sob essa perspectiva, as suas decisões, enquanto orientador educacional, diriam respeito a todas as áreas de atuação que compõem a escola, não apenas a orientação educacional (Bicudo, 1978).
A função do orientador educacional é complexa, principalmente porque não há fórmulas prontas para o exercício desse mister. Contudo, há que se considerar que a ação educativa desse profissional tem o condão de contribuir com a formação integral do estudante.